# Adam Koloman Rybanský
Adam Koloman Rybanský (* 2. června 1994 Hradec Králové) je český režisér a scenárista.

## Životopis
Adam Koloman Rybanský se narodil 2. června 1994 v Hradci Králové, vyrůstal však v Třebechovicích pod Orebem. Po studiu na Gymnáziu J. K. Tyla v Hradci Králové byl přijat na pražskou FAMU, obor hraná režie. Se svým bakalářským filmem Přátelské setkání nad sportem byl nominován na Cenu Magnesia za nejlepší studentský film 2017.
V roce 2022 debutoval filmem Kdyby radši hořelo.

## Filmografie
- 2014 – Nohejbal (studentský film)
- 2014 – Uvidíme? Uvidíme... (studentský film)
- 2014 – Už mám zase chuť na chlebíčky (studentský film)
- 2017 – Přátelské setkání nad sportem (studentský film)
- 2022 – Kdyby radši hořelo